# De Wielewaal (Wapenveld)
De Wielewaal is een kleine windmolen in Wapenveld in de Nederlandse provincie Gelderland.
Oorspronkelijk werd de molen in 1870 in Zuidveen gebouwd als poldermolen. In 1959 werd het buiten gebruik geraakte molentje naar Wapenveld verplaatst door de toenmalige directeur van de IJsselcentrale. Hij liet het molentje voorzien van een generator om elektriciteit op te wekken. Thans laat de particuliere eigenaar het molentje regelmatig draaien. Er zijn plannen om de molen elders weer zijn oude functie van poldermolen terug te geven.
De Wielewaal heeft roeden met een lengte van 10 meter die zijn voorzien van het Oudhollands hekwerk met zeilen.